# Torrent del Gat
El Torrent del Gat, en alguns mapes anomenat Torrent del Gat Menjat i en d'altres Torrent de la Bauma de l'Onyó, és un torrent que discorre pels termes de Sant Quirze Safaja, al Moianès, en terres del poble rural de Bertí, i de Bigues i Riells, al Vallès Oriental, dins del territori del poble de Riells del Fai.
Es forma en el vessant sud-oest del Turó de l'Onyó, a llevant del lloc on romanen les ruïnes de la masia de l'Onyó, des d'on davalla cap al sud-oest discorrent paral·lel pel costat de migdia del Serrat de l'Onyó i dels Cingles de l'Onyó, deixant a la dreta el paratge del Gatosar, fins que arriba a la vora superior dels Cingles de Bertí, on, per tal de baixar cap a la vall del Tenes fa un vistós salt d'aigua, en el cas que hagi plogut i el torrent porti prou aigua.
Superat el salt d'aigua, baixa cap al sud-oest, deixa a migdia les Fontetes, passa a frec de la petita urbanització de les Torres de la Madella i, passant al nord de la Madella, s'aboca en el Tenes a ponent de la Madella.

## Etimologia
Es tracta d'un topònim romànic contemporani, procedent d'alguna dita o llegenda popular de tradició oral sobre el lloc.